# Bandera de Sant Feliu de Buixalleu
La bandera oficial de Sant Feliu de Buixalleu (Selva) té el següent blasonament:
Bandera apaïsada, de proporcions dos d'alt per tres de llarg, groga, amb quatre franges horitzontals ondulades de cinc crestes, i d'amplada 1/9 del total de cada una d'aquestes, vermelles; al mig, un quadrat posat en punta, de diagonal de 2/3 de l'alt del drap, verd, amb l'astor blanc de l'escut d'alçada 1/3.
Va ser aprovada en el Ple de l'Ajuntament de l'1 d'agost de 2000, i publicat en el DOGC el 8 d'agost de 2002 amb el número 3695.